# Anders Johan von Höpken
Anders Johan von Höpken, född 31 mars 1712 i Stockholm, död 9 maj 1789 i samma stad, var en svensk greve, serafimerriddare och politiker. Han var kanslipresident 1752–1761 och riksråd 1746–1761 och 1773–1780.

## Biografi
Anders Johan von Höpken var son till friherre Daniel Niklas von Höpken och friherrinnan Eleonora Lindhielm, samt bror till Arvid Niclas von Höpken och Carl Fredrik von Höpken. Hans första hustru var grevinnan Ulrica Sparre af Söfdeborg, och hans andra hustru friherrinnan Vilhelmina Ribbing af Zernava.
von Höpken studerade 1728–1730 vid Uppsala universitet, tjänstgjorde 1730–1732 som attaché vid svenska beskickningen i London och gjorde 1732–1734 en studieresa genom Holland, Frankrike, Italien och Tyskland.
Under 1730-talet var von Höpken ledare för ett amatörteatersällskap, Greve De la Gardies komedianter, som uppförde svenska och franska teaterpjäser inför publik i Lefebureska huset vid Stora Nygatan, och som hade en viss betydelse i den svenska teaterhistorien eftersom det väckte ett behov för en svensk teater som 1737 inrättades i Stora Bollhuset.
Efter hemkomsten arbetade von Höpken i det kungliga kansliets utrikesexpedition, där han blivit inskriven redan 1728. Men eftersom han som son till kanslipresidenten Arvid Horns bittraste fiende och anhängare av det nybildade hattpartiet inte kunde förvänta sig någon snabb befordran, tog han en kammarjunkarsyssla hos hertigen av Pfalz-Zweibrücken. Ekonomiska svårigheter och faderns tilltagande sjuklighet hindrade honom emellertid att tillträda denna befattning, och hattpartiets seger vid 1738 års riksdag gav honom hopp om en framtid i Sverige. Vid  26 års ålder invaldes han 1738 i det sekreta utskottet och fick plats i dess viktigaste avdelning, Mindre sekreta deputationen. År 1739 var von Höpken en av de sex som instiftade vetenskapsakademien samt utnämndes till kanslijunkare och användes under de närmast följande åren av kanslipresidenten Carl Gyllenborg som biträde vid den hemliga brevväxlingen.

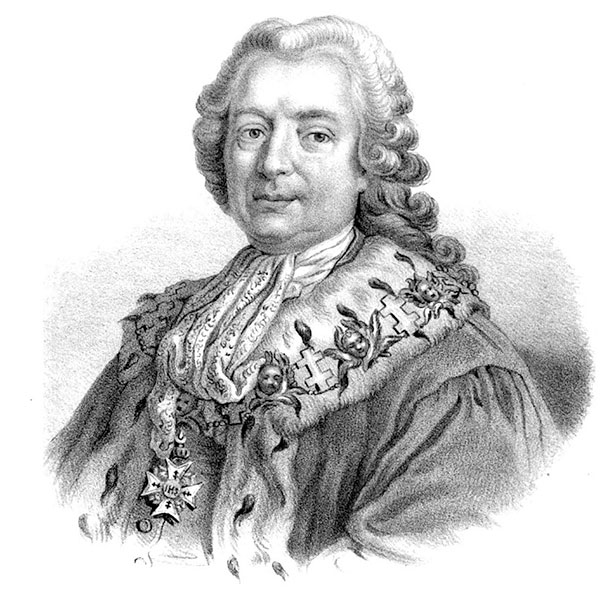
Anders Johan von Höpken.
Litografi av Johan Henric Strömer efter porträtt av Lundberg.

Vid den följande riksdagen 1740–1741 var Höpken åter medlem av de viktigaste utskotten. Det sekreta utskottet tillskapade 1741 för hans räkning en andra expeditionssekreterartjänst i kansliet, och samma år fick han i uppdrag att ledsaga greve Charles Emil Lewenhaupt i fält för att förhandla med den ryska regeringen, vilket den förväntades ta initiativ till.
När den misslyckade krigspolitiken hotade medföra hela hattregeringens fall vid riksdagen 1742–1743, kämpade von Höpken på sitt partis sida, och han nämns bland dem som mösspartiet avsåg att avsätta om de nådde fullständig seger. När bondehären intågade i Stockholm valde von Höpken att tillsammans med Carl Gustaf Tessin och andra bland de mest hatade hattarna lämna huvudstaden för att sätta sig i säkerhet.
Vid riksdagen 1746–1747 räknades Höpken till hattpartiets främsta krafter, deltog i partiets hemliga ledning och de främsta utskotten samt kom att personligen ingripa i partikampen på ett avgörande sätt, då han i november 1746 förmådde de splittrade och tvekande ständerna att gentemot ryske ministern von Korffs förmaningar till tronföljaren ena sig om en "nationell förklaring", vari de tillkännagav, att de av fri vilja valt Adolf Fredrik samt att de med liv, blod och egendom skulle försvara honom och hans bröstarvingar. Det skarpsinne och den framställningskonst, som von Höpken vid detta tillfälle gav prov på, ledde till att han utnämndes till riksråd den 22 december 1746. Detta skedde trots att han var endast 34 år gammal och bara var expeditionssekreterare och för att mildra oviljan mot detta brott mot de vanliga befordringsreglerna hittade man på att dagen före riksrådsvalet utverka en hovmarskalksfullmakt åt honom av kung Fredrik I.
Det var på von Höpkens förslag som samma riksdag beslöt om inrättandet av de svenska riddarordnarna, för att beröva de utländska ordnarna deras lockelse. Efter Tessins avskedstagande utsågs von Höpken 1752 till kanslipresident. Som kanslipresident motarbetade han kungens och hovpartiets planer på kunglig maktutvidgning. Trots detta var han ingen dogmatisk beundrare av frihetstidens författning.
Vid riksdagen 1755–1756 vände sig både kung och råd med sina klagomål till ständerna. Rådets memorial var författat av von Höpken. Även senare under riksdagen användes han vid viktiga statsskrifters avfattande, såsom protokollsutdraget angående prinsarnas uppfostran. Maktkampen mellan rådet och hovpartiet kulminerade vid den misslyckade monarkistiska kuppen 1756. Höpken ogillade dock de hårda repressalier som drabbade hovpartiets anhängare och begärde avsked i augusti 1756. Han förmåddes dock att taga sin ansökan tillbaka.
Efter riksdagens slut kom med anledning av sjuårskrigets utbrott den europeiska storpolitiken med sina lockelser till Sverige. De förbundna makterna, Frankrike och Österrike, önskade Sveriges deltagande på deras sida för att lugna de tyske protestanterna. Höpken hade dittills stått i nära förbindelse med Frankrike och 1754 förnyat vänskapsfördraget med denna makt på 10 år, fastän det gamla fördraget utlöpte först 1758. Han hade 1756 med anledning av sjökriget mellan England och Frankrike slutit en traktat om väpnad neutralitet med Danmark, närmast riktad mot Englands angrepp mot den neutrala handeln och sjöfarten. Nu ansåg han sig utan fara kunna gå Frankrike ännu ett steg till mötes, då han i mars 1757 slöt en traktat med denna makt och Österrike, enligt vilken Sverige som garant av westfaliska freden avgav en deklaration i Regensburg mot Preussen. Härvid hade Höpken tänkt stanna. Men omedelbart därefter kom nya anbud om stora subsidier och hela Pommerns återvinnande, om Sverige aktivt deltog i kriget. Det visade sig nu, att Höpken icke var kraftig nog att fasthålla sin ståndpunkt. Det traditionella beroendet av Frankrike, till vilken makt nu även Ryssland anslöt sig, hoppet om en lätt vinst förmådde den svaga partiregeringen att ge efter, och efter lång tvekan slöt sig även Höpken, på vilken avgörandet främst berodde, till krigspartiet (juni 1757). Preussens oväntade motståndskraft visade snart, att man missräknat sig, och i stället för vinst syntes inom kort arméns kapitulation och Pommerns förlust förestå.
Höpken, som kände sig äga främsta ansvaret för kriget, blandade sig i krigets ledning, eggade befälhavarna till farliga frammarscher i fiendeland och klandrade skarpt deras nödtvungna reträtter. Förhållandet mellan Höpken och krigsbefälet blev slutligen så spänt, att Höpken 1759 måste förbinda sig att avstå från brevväxlingen rörande krigsoperationerna. Höpken längtade numera blott att komma ifrån det utsiktslösa kriget och närmade sig 1759 i djupaste hemlighet England, ehuru han icke vågade att öppet bryta med sina förbundna, utan måste låta kriget i Pommern fortgå, för att åtnjuta subsidierna och uppfylla fördragen. Hela hattpartiets maktställning var emellertid i fara på grund av krigets återverkan på rikets myntväsen och finanser, och vid riksdagen 1760–1762 räddade sig partiet från fullständig undergång endast genom att uppoffra Höpken och två andra riksråd, övertygad av Axel von Fersen d.ä. om nödvändigheten att genom frivillig avgång avböja en hotande efterräkning, skyndade Höpken att i februari 1761 begära avsked från kanslipresidents- och riksrådsämbetena. Då han fick veta att han fallit för sina partivänners intriger blev han förbittrad och tros till och med ha inlett samarbete med mössorna. Åtminstone blev han strax därefter återinkallad i rådet tack vare mössanhängare. Efter någon vacklan begärde han emellertid för andra gången avsked september samma år och tog därefter icke någon aktiv del i frihetstidens politiska liv. För Gustav III hyste Höpken i början stor beundran, men lät sig likväl blott genom kungens uttryckliga befallning förmås att återinträda i rådet 1773. Höpkens kritiska och försiktiga natur passade föga tillsammans med Gustav III:s oroliga, företagsamma ande. Hans råd blev i regel utan verkan och det blev snart tydligt för honom att han saknade verkligt inflytande. Till följd av en meningsskiljaktighet angående tryckfriheten tog han avsked 1780.
Höpken var från ungdomen en varm vän av hattpartiets politiska och ekonomiska grundsatser, men fri från dogmatiskt fasthållande av gamla idéer, började han redan i slutet av 1750-talet omfatta friare åsikter i näringslagstiftningen och betvivla riktigheten av hattarnas ekonomiska politik, liksom han ej heller delade deras vurm för Frankrike. Den verkliga ledningen av hattpartiet övergick därför under hans kanslipresidenttid till partimän, som stod utanför rådet, främst Axel von Fersen.
Höpken var en av sin tids förnämste skriftställare; han skrev, enligt Tessin, bättre än någon i riket. Hans tal och äreminnen utmärka sig genom språkets deklamatoriska prakt och renhet samt genom tankens djup och skärpa. Efter klassiskt mönster hade han utbildat sin stil, och han har blifvit kallad "Sveriges Tacitus". Trots sina omfattande kunskaper och sin makt över språket var han dock till följd av medfödd tröghet nästan litterärt ofruktsam: av omständigheterna måste han tvingas till författarskap. Han har utgivit tal eller äreminnen över A. Lindcreutz (1744), Anders Celsius (1745), Carl Hårleman (1753), Carl Gustaf Tessin (1771) och Claes Ekeblad (1777).
Höpken var varmt intresserad av vitterhet, vetenskap och konst och sökte på allt sätt främja den högre andliga kulturen. Redan 1737 deltog han i grundandet och ledningen av en svensk teater samt stiftade 1739 Vetenskapsakademien, vars stadgar han utarbetade och vars förste sekreterare han var. Lovisa Ulrika uppdrog 1753 åt honom att författa Vitterhetsakademiens stadgar och utsåg honom till dess förste preses (24 juli 1753–25 januari 1773). Höpken blev 1774 ledamot av Musikaliska Akademien. Den 20 mars 1786 blev Höpken hedersledamot av Kungliga Vitterhets Historie och Antikvitets Akademien. Av Gustav III kallades han att intaga den första stolen i Svenska Akademien (1786). 1760–1764 var han kansler för Uppsala universitet. 22 juni 1762 upphöjdes han i grevligt stånd (grevebrevets datum 24 januari 1761 är felaktigt).